# Meldorf
Meldorf là một đô thị thuộc huyện Dithmarschen, trong bang Schleswig-Holstein, nước Đức. Đô thị Hemme có diện tích 21,25 km², dân số thời điểm 31 tháng 12 năm 2006 là 7655 người.